# Aureol
Aureol, uzurpator u Milanu 268. godine, ubili ga pretorijanci.